# Gianluigi Di Franco
Gianluigi Di Franco (Capri, 5 gennaio 1953 – Napoli, 19 marzo 2005) è stato un musicista italiano.

## Biografia
Come cantante e flautista dei Cervello, incide nel 1973 Melos, un disco di rock progressivo italiano, partecipando al terzo Festival di musica d'avanguardia e di nuove tendenze, ma poi il gruppo si scioglie.
Nel 1982 forma con Varo Venturi un gruppo, i N.A.T.O. L'esperienza porta alla pubblicazione di un Q-disc, Logica (Die Logik), che passa inosservato.
Nel 1984 compone con Tony Esposito, Remo Licastro, Joe Amoruso e Mauro Malavasi Kalimba de luna (sua è anche la voce solista), con i quali vince Un disco per l'estate, successo seguito l'anno successivo da una seconda vittoria con As tu as, di cui è coautore con Tony Esposito e Remo Licastro. Nel 1985 compone anche Radio Africa per Tullio De Piscopo. Nel 1988 pubblica per la Dischi Ricordi il suo unico album solista, prodotto da Corrado Rustici, da cui è tratto il singolo "Siren Ligheia".
Fonda a Napoli il C.R.M. Centro Ricerche di Musicoterapia, oltre ad essere il fondatore della Conf.I.A.M. Confederazione italiana delle associazioni di musicoterapia, per la quale organizza a Napoli un convegno concluso il 23 aprile 2003 con un concerto al Teatro Diana. È anche stato il direttore della rivista di settore Musicoterapia Notizie, oltre ad essere stato presidente dell’European Music Therapy Confederation e responsabile dal 1996  della Commissione per le pubblicazioni e la comunicazione della World Federation of Music Therapy.
Muore il 19 marzo 2005 a 52 anni a causa di un tumore.

## Discografia

### Album
- 1988: Gianluigi Di Franco (Dischi Ricordi SMRL 6377)

#### Tracce
1. Siren Ligheia
2. Go heavy
3. Luna
4. Semiramide
5. Nighi Naga
6. Insh'Allah
7. Scirocco
8. Can We Be Wrong
9. Vurria addiventare
10. Jingle in the Jungle
11. Una vela nell'azzurro

### Singoli
- 1988 - Nighi-Nagha (Dance Mix)/Nighi-Nagha (Ricordi SRLM 2081)
- 1988 - Siren Ligheia/Luna (Carrere 14.459)

#### Formazione
- Gianluigi Di Franco
- Corrado Rustici
- Walter Afanasieff
- Brunella Selo
- Polo Jones
- Rosario Jermano

### Partecipazioni
- 1973: Cervello - Melos (Dischi Ricordi)
- 1982: N.A.T.O. - Logica (Die Logik) (It)
- 1984: Tony Esposito - Kalimba de luna (Il grande esploratore) (Bubble Records)
- 1985: Tony Esposito - As Tu As (As Tu As) (Bubble Records)
- 1985: Tullio De Piscopo - Radio Africa (EMI Italiana)
- 1993: Il Giardino dei Semplici - Otto Quarantotto & Ventisette (Interbeat/WEA)
- 1993: Nino D'Angelo - Bambule' (Dischi Ricordi)